# Muladi
Muladi (špansko: muladí, mn. muladíes, portugalsko muladi, mn. muladis, katalonsko muladita ali muladí,  mn. muladites ali muladís, arabsko مولدون  DIN muwallad, mn.  mūwalladūn ali mūwalladīn) so bili muslimani iberskega ali mešanega berberskega, arabskega in iberskega porekla, ki so v srednjem veku živeli v Al Andaluzu. Imenovali so se tudi musalimah – islamizirani.

## Etimologija
Španske, portugalske in katalonske besede muladí, muladi in muladita  izvirajo iz arabske besede muwallad, ki pomeni osebo mešanega rodu. Nanaša se predvsem na potomce muslimanskih in nemuslimanskih staršev, ki so odraščali v muslimanskem okolju in se izobraževali v skladu z  islamskim kulturnim izročilom. Španski izraz muladi se lahko nanaša tudi na arabsko govoreče  muslimane iberskega porekla, ki so se, tako kot uporniki arabskega in berberskega porekla, uprli arabskim oblastnikom.
Izraz muwallad izhaja iz korena besede WaLaD (ولد), ki pomeni potomec, mladič, sin, fant, mlada žival moškega spola ali mlad moški. Izraz muwallad se je nanašal predvsem na potomce muslimanskih moških in tujih nemuslimanskih žensk. V sodobnem arabskem svetu se izraz še vedno včasih uporablja za otroke arabskih očetov in mater tujega rodu.
Po Dozyjevem mnenju beseda muwallad pomeni "vsakogar,  ki ni muslimanskega porekla, vendar je bil rojen med muslimani in je bil vzgojen kot Arabec".
V besednjaku Španske kraljeve akademije (Real Academia Española) izraz muladi pomeni "krščanskega Iberca, ki je med islamsko vladavino v Španiji prestopil v islam in živel med muslimani",  medtem ko Bernards in Nawas menita, da je bil izraz v množinski obliki omejen samo na Al Andaluz in skoraj izključno samo na  področje Méride, Granade, Seville in Jaéna.
Izraz muladi je eden od možnih etimoloških izvorov besede mulat, ki pomeni potomca belopoltih in temnopoltih staršev.

## Zgodovina
V islamski zgodovini je izraz muwalladun v širšem smislu označeval nearabske novomuslimane  in potomce spreobrnjencev. V delu Iberskega polotoka, ki je bil pod muslimansko oblastjo, je del krščanskega prebivalstva, sestavljenega iz predrimskega iberskega prebivalstva, Rimljanov, Vizigotov in Svebov, v 8. in. 9. stoletju prestopil v islam. Masovna  islamizacija prebivalstva se je zgodila v 10. stoletju in muladi so do konca stoletja postali večinsko prebivalstvo Al Andaluza. Večina muladov je obdržala mnogo predislamskih značilnosti in običajev.
Prestopanje v islam so omajadski kalifi in kordovski emirji vzpodbujali, vendar ni bilo prisilno. Mnogo kristjanov je to naredilo zaradi visokega davka (jizya), ki so ga morali plačevati dhimmi. Islamizacija je tudi dvignila njihov družbeni položaj, omogočila boljše življenjske pogoje in razširila možnost za opravljanje tehnično bolj zahtevnih in bolje plačanih del.
Kristjani, ki so prestopili v islam, so postali varovanci (mawaliin) arabskega plemena in privzeli njihov način oblačenja, običaje in jezik.
Mulade so imenovali tudi muslima (islamizirani) in ilčes, odvisno od okolja,  iz katerega so izhajali. Kasneje so jih zaradi njihovega nearabskega (mozarabskega) jezika preimenovali v  aljamiados.
Razlike med muladi in drugimi muslimanskimi etničnimi skupinami so se zaradi kulturne arabizacije in vzajemnega sklepanja zakonov z Berberi in Arabci z Iberskega polotoka v 11. in 12. stoletju  zabrisale. Mešanje je bilo tako hitro, da je bilo domačine in tujce kmalu skoraj nemogoče razločiti. Nastala je homogena skupina andaluških Arabcev, ki so jih na splošno imenovali tudi Mavri.
Muladi  so  govorili predvsem andaluško arabščino, skupaj s široko paleto iberskih romanskih jezikov. Andaluška arabščina je bila mešanica iberskih jezikov  in klasične arabščine, čeprav je izhajala predvsem iz latinščine. Od 9. stoletja dalje so to lokalno narečje govorili tudi Berberi in Arabci. 
Mulade so sestavljali svobodnjaki, osvobojenci in sužnji. Pomemben del muladov so tvorili ravno osvobojeni sužnji. V 10. in 11. stoletju so pomembna družbena skupina postali  Sakalibi, vojaški najemniki in osvobojeni sužnji slovanskega porekla, ki so prišli iz vzhodnega Sredozemlja in Male Azije in so po privzetju običajev svojih gospodarjev kmalu pozabili na svoje etnično pripadnost. Sakalibi pod vodstvom Alija Ibn Jusufa so med propadanjem Kordovskega kalifata prevzeli oblast v provinci Denia in jo razširili na Balearske otoke. Ustanovili so svojo v s prestolnico Madina Mayurqa, sedanjo Palmo de Mallorca.
Zaradi vzajemnega sklepanja zakonov muslimanov in domorodnih kristjanov je bilo mnogo muladov mešanega porekla. Njihovi potomci in mnogo krščanskih spreobrnjencev je pozabilo na versko pripadnost svojih prednikov in privzelo ponarejene arabske rodovnike, nekaj pa je bilo tudi takih, ki so bili ponosni na svoje vizigotske prednike. Mednje so spadale rodbine Banu Angelino in Banu Sabarico iz Seville,  Banu Qasi iz Aragonije ter Banu l 'Longo in Banu Qabturno. Mnogo muladskih plemičev je privzelo ime Al Kuti  (Got). Med njimi je bilo morda res nekaj potomcev zadnjega hispanskega vizigotskega kralja Wittiza.
Spreobrnitev domorodnih kristjanov v islam ni pomenila popolnega izbrisa prejšnjih prepričanj in družbenih praks. Obstaja nekaj dokazov, da so nekaj njihove kulture privzeli tudi andaluški muslimani. Privzeli so sončni koledar in njihove praznike, kar se je zgodilo izključno v Al Andaluzu. Islamski lunarni koledar, dopolnjen z lokalnim sončevim koledarjem, je bil najbolj primeren predvsem za kmetijstvo in navigacijo. Andaluški muslimani so bili, tako kot iberski kristjani, splošno znani težki pivci. Mnogo muslimanov je kljub nasprotovanju verskih vodij praznovalo tudi krščanske praznike in svojo pobožnost dokazovalo s sprejemanjem katoliških zakramentov.
Mnogo muladov je bilo na ključnih položajih v državni upravi,  sodstvu in vojski. Amrusa Ibn Jusufa, mulada iz Huesca, je Al Hakam I. leta 797 imenoval za guvernerja Toleda. Kordovski kalif Abd Al Rahman III. je nameraval na položaj glavnega kordovskega sodnika (kadi) imenovati  spreobrnjenca, katerega starši so bili še vedno kristjani, in pravni svetovalci (fakih) so ga komaj odvrnili od namere. Mulada sta bila tudi tajnik kordovskega kalifa Abdalah in Najdah, slovanski poveljnik kordovske vojske v bitki proti Zamorcem pri Alhándegi leta 938.  Ibn Al Kutija, zgodovinar iz 10. stoletja, je bil po materini strani potomec vizigotskega kralja Vitica. Skupina berberskih muladskih pustolovcev iz Pechine pri Almeríi je okoli leta 889 zgradila  trdnjavo Fraksinet v zalivu Saint Tropez v Provansi. Vsi pustolovci so govorili latinsko (morda mozarabsko) in arabsko.
Več muladov je obogatelo in doseglo veliko moč s trgovanjem, kmetijstvom in politiko. Muladi v Elviri so postali med vladanjem Abdulaha Ibn Mohameda Al Umavija tako močni, da so se pod vodstvom Nabila uprli in pognali  Mavre iz mesta. Dinastija Banu Kasi, ki je v 9. in 10. stoletju vladala v zgornji dolini Ebra, je postala dovolj močna, da se je osvobodila omajadske nadvlade in ustanovila neodvisno taifo.
Muladi so tvorili gospodarsko jedro države, ker so bili skupaj z Mozarabci v mestih najbolj produktiven  razred velikih in malih obrtnikov, na podeželju pa kmetje. Njihov družbeni položaj je bil kljub temu slabši od položaja Arabcev in Berberov. Pomembni položaji v vladi in družbi zanje po navadi niso bili dosegljivi. Nanje so kljub islamski doktrini o enakosti in bratstvu  med muslimani pogosto pogledala zviška. Najbolj so jih prezirali arabskih in berberski aristokrati, ki so jih običajno imenovali kar "sinovi sužnjev".
Enako se je dogajalo tudi v obratni smeri. Muladi so Arabce prezirali in nanje gledali kot na kolonialiste in tuje vsiljivce. Vzajemni občutek sovraštva in sumničenja je pogosto izzval  upore muladov, ki so jih podpirali politični agenti Abasidov, pridigarji  gibanja Šuubija in podtalni dejavniki proti omajadski oblasti v Iberiji. Andaluška Šuubija je, tako kot Arabci, promovirala arabsko islamsko kulturo in jezik in zagovarjala integracijo muladov v arabsko etnično skupnost, hkrati pa je zahtevala tudi enakomerno porazdelitev moči, bogastva in družbenega položaja.
Množično prestopanje kristjanov v islam je močno zmanjšalo državne prihodke od davka za nemuslimane (džizja), kar je med muslimani pozvročilo dodatno nejevoljo in zamero.
Muladi so se skoraj stalno upirali arabskim in berberskim priseljencem, ki so si prilastili velika posestva, na katerih so delali krščanski tlačani in sužnji.  Najbolj znan je bil upor, ki ga je vodil Omar Ibn Mulad Hafsun v pokrajinah Málaga in Ronda. Ibn Hafsun se je nastanil v gradu Bobastro in skoraj štirideset let obvladoval več gorskih dolin. Sčasoma se je skupaj s sinovi odpovedal islamu in prestopil v krščanstvo. Preimenoval se je v Samuela in se razglasil ne samo za vodjo krščanskega nacionalističnega gibanja, temveč tudi  za zmagovalca križarske vojne  proti islamu. Zaradi spreobrnitve je kmalu izgubil podporo večine muladskih privržencev, ki niso nameravali postati kristjani, in njegova moč je hitro skopnela.
Upori muladov so se dogajali tudi drugod po Al Andaluzu. V pokrajini Elvira, na primer, so se  muladi uprli Mavrom. Upor sta na začetku vodila Hamdub Ibn Savar in pesnik  Saad Ibn Džudi. V Sevilli, drugem največjem mestu v Al Andaluzu, sta bili v stalnem sporu arabski plemiški družini Banu Hadžaj in Banu Haldun in muladski družini Banu Angelino in Banu Sabarico. Spor se je končal z zmago Ibn Hadžajev in razglasitvijo neodvisne mestne države.
Leta 805 je nekaj teologov v Córdobi sprožilo neuspešen upor muladov proti Al Hakamu I.. Leta 814 je v Córdobi ponovno izbruhnil upor muladov, ki je bil skrajno kruto zatrt in je povzročil izgon več kot 9.500 muladov iz Córdobe. Več kot 1.500 upornikov so izgnali v Aleksandrijo, 8.000 pa v Fez.  Leta 858 so se uprli muladi v Méridi, ki jih je vodil Ibn Marvan. Vzrok zanj je bil davek na obdelovalno zemljo, ki so ga morali plačevati tudi po prestopu v islam. Ibn Marvanov upor je bil zadušen in Mérida pokorjena, središče upora pa se je kmalu prestavilo v Badajoz. 
Muladi so včasih podprli tudi upore Mozarabcev in celo kristjanov in obratno. Muladski upor v Toledu, na primer, so podprli tudi mozarabski prebivalci mesta in kralj Ordoño I. Asturski. Upor je v bitki na  Guadaceleti leta 854 zatrl kordovski emir Mohamed I..
V Al Andaluzu je bilo tudi veliko majhnih uporov, v katerih so muladi prevzeli oblast v več mestih. Njihovi potomci so kasneje postali delno neodvisni emirji. Mednje spadajo: 
- Ubajdalah Ibn Umaja Ibn Šalija v Šumantanu (Somontin v pokrajini Jaén)
- Said Ibn Mastana v Bagu (Priego)
- Kajr Ibn Šakir v Šuzarju (Jodar)
- Said Ibn Al Huzajl v Muntlijunu (Monleon pri Jaénu)
- Dajsam Ibn Išak v Lurki v Murciji (Lorca)
- Abd Al Malik Ibn Abd Al Džavad v Bedži in Mirtuli (Mértola na Portugalskem)
- Bahr Ibn Jahja Al Garb[10] v Šantamarijatu (Faro v Algarvi na jugu Portugalske)
- Mohamed Ibn Umar Ibn Hatab Ibn Angelino Seviljski, upor proti Abd Al Rahmanu III.

Na zahodni meji Al Andaluza so si muladske in berberske družine razdelile oblast v  Méridi in Badajozu in njuni okolici.